# Последнее дело Варёного
«Последнее дело Варёного» — комедийный фильм, снятый режиссёром Виталием Мельниковым по сценарию Владимира Зайкина на киностудии «Голос», при участии Роскомкино, киностудий «Ленфильм» и «Крамдс-фильм» в 1994 году. Премьера фильма состоялась в ноябре 1994 года.

## Сюжет
Дмитрий Сизухин, экспедитор петербургского филиала некой компании по производству детского питания, случайно обнаруживает кокаин в перевозимых им упаковках с готовой продукцией. После откровенного разговора с директором он понимает, что стал невольным пособником наркодельцов.
В голове у Дмитрия созревает план похищения заработанных преступным путём денег, хранящихся в директорском сейфе, и он обращается за помощью к рецидивисту Варенцову по кличке "Варёный", соблазнив того крупной суммой в иностранной валюте.
Ограбление проходит успешно, но "Варёный", получивший накануне черепную травму, в сомнамбулическом состоянии той же ночью относит сумку с деньгами ограбленным мафиози. Это повторяется трижды, пока правоохранительные органы не заинтересовываются нестандартным поведением горе-налётчиков, каждый раз добровольно отдающих собственную добычу.

## В ролях
- Виктор Степанов — Варёный (Василий Викторович Варенцов)
- Виталий Скворкин — Митя Сизухин (озвучивает Андрей Краско)
- Ольга Машная — Катя Сизухина
- Андрей Ургант — Кашурников
- Елена Драпеко — Варенцова
- Галина Гудова — телеведущая
- Эра Зиганшина — Светлана Андреевна
- Лев Елисеев — Георгий Нодарович, ухажёр Светланы Андреевны
- Вера Карпова — Евгения Ивановна
- Виктор Мелихов — телеведущий Витя
- Алла Одинг — Алла Борисовна
- Гелий Сысоев — Пётр Иванович
- Галина Баранова — певица
- Ира Дерягина — Тамарка

## Съёмочная группа
- Автор сценария: Владимир Зайкин
- Режиссёр-постановщик: Виталий Мельников
- Оператор-постановщик: Валерий Миронов
- Композитор: Андрей Сигле
- Художник-постановщик: Андрей Васин
- Постановщик трюков: Владимир Севостьянихин

## Награды
- Кинофестиваль «Созвездие» — приз за лучшую мужскую роль (В. Степанов, 1994)
- Премии мэра города Санкт Петербурга (режиссёр В. Мельников, актёр В. Степанов, сценарист В. Зайкин, 1994)
- Премия им. Г. Козинцева за лучшую режиссуру (В. Мельников, 1994)